# نورس أسود الذيل

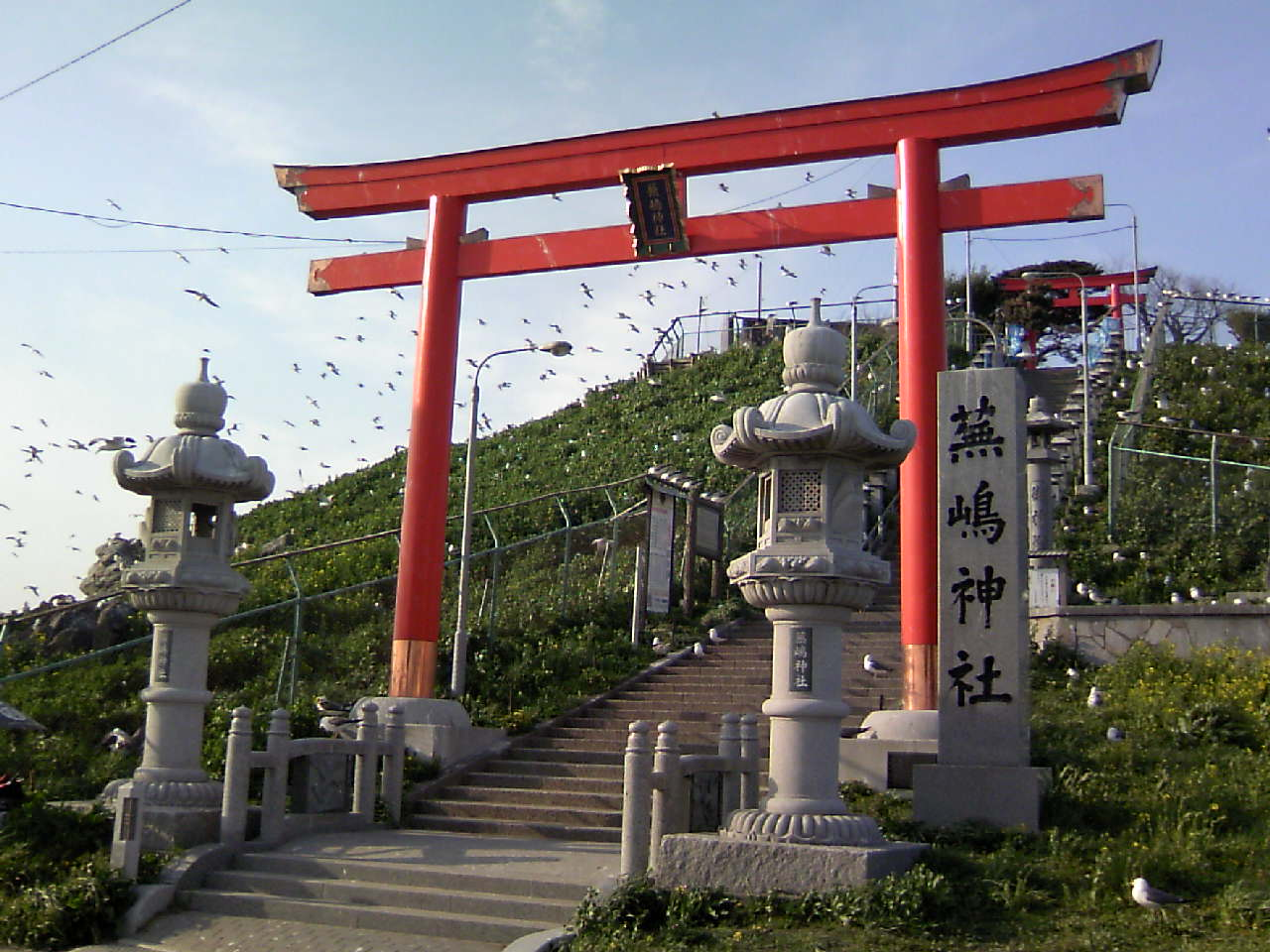
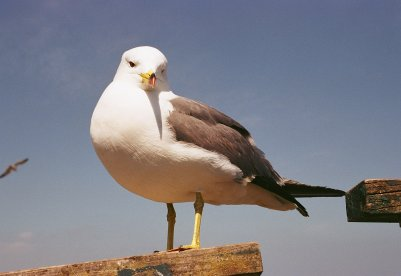
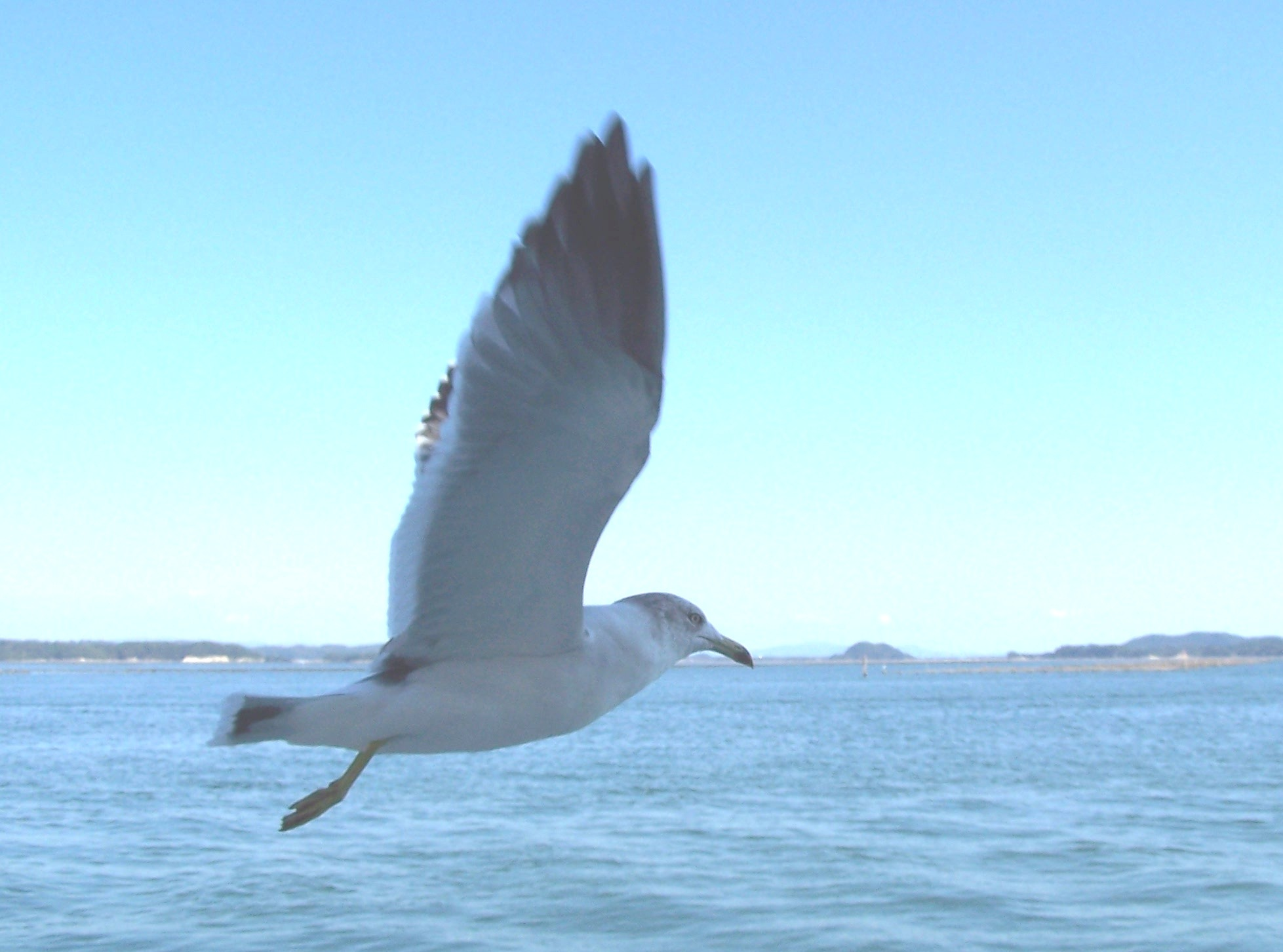
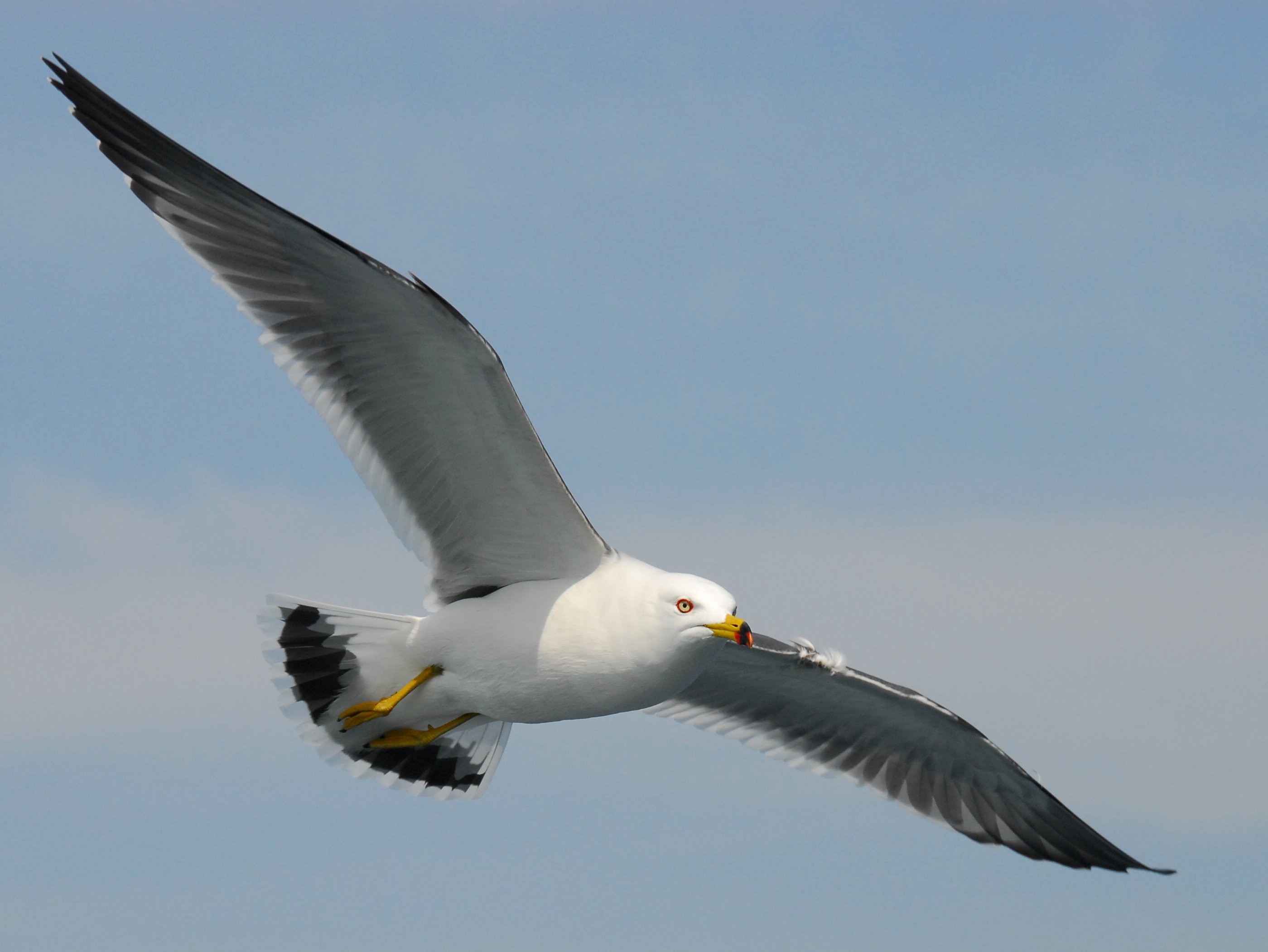

نورس أسود الذيل (الاسم العلمي: Larus crassirostris) (بالإنجليزية: Black-tailed Gull)‏ هو نوع من الطيور يتبع جنس النورس من الفصيلة النورسية.